# Hogna senilis
Hogna senilis este o specie de păianjeni din genul Hogna, familia Lycosidae. A fost descrisă pentru prima dată de L. Koch, 1877.
Este endemică în New South Wales. Conform Catalogue of Life specia Hogna senilis nu are subspecii cunoscute.